# Japa
Japa ( जप en devanāgarī) est un terme sanskrit qui désigne la répétition, un très grand nombre de fois, d'un nom de divinité, de paroles sacrées ou formules mystiques (mantra),   généralement à l'aide d'un chapelet appelé japa mâlâ. De nombreux maîtres hindous, tels que Swami Ramdas, sont arrivés à de hauts niveaux de réalisation spirituelle par la pratique du japa.
Le Japa-Yoga est un yoga fondé sur le japa.

## Les différentes formes de japa
Le japa est une « technique d'extase consistant en la répétition mécanique du nom de la Divinité ou d'un mantra, utilisé pour obtenir la concentration dans les exercices de méditation. Ce japa peut être récité à haute voix, chanté ou bien encore muet. »
Selon Jean Herbert : « Le japa peut se faire soit à haute voix, soit à voix basse, soit silencieusement en remuant les lèvres, soit mentalement. Et chaque maître recommande tantôt une méthode, tantôt une autre. Il semble que le japa purement mental soit considéré comme plus efficace si l’on arrive à y concentrer toute son attention, mais si tel n’est pas le cas, les autres procédés donnent de meilleurs résultats. Il est évidemment d’autant plus efficace que le yogin se représente plus fortement en le prononçant l’idéal auquel il correspond et dont il faut se rapprocher, et en éprouve plus fortement le désir. Néanmoins le japa, même purement mécanique, crée chez celui qui le pratique une sorte d’obsession croissante et constitue une aide puissante dans le développement spirituel. C’est pour ces raisons qu’on le retrouve, sous d’autres noms, chez les bouddhistes (nemboutsou), les chrétiens orthodoxes (molitva Iisusova), etc. »
Une forme spéciale de japa (ajapa japa) se fait sans chapelet et se rythme généralement sur la respiration. Le japa peut également se combiner avec diverses cérémonies rituelles, telles que le homa. Certains sâdhu font du japa écrit, en copiant sans cesse le nom de Dieu sur des feuilles de papier.

## Paroles de maîtres hindous
Ramakrishna : « Lorsqu’on en arrive à croire en la puissance du saint Nom de Dieu et qu’on se sent disposé à le répéter constamment, ni discernement, ni exercices de piété d’aucune sorte ne sont plus nécessaires. Tous les doutes sont apaisés, l’esprit devient pur, Dieu lui-même est réalisé par la puissance de Son saint Nom. »
Vivekananda répondait ainsi à des questions qui lui étaient posées : 

« Q. – Parfois on se fatigue du japa (la répétition du mantra) ; faut-il alors continuer ou bien s’arrêter pour lire quelque bon livre ?

R. – On se fatigue de japa pour deux raisons. Parfois c’est une fatigue du cerveau et parfois c’est de la paresse. Dans le premier cas, il faut arrêter japa pour le moment, car si l’on persistait on arriverait à des hallucinations ou à la folie, etc. Mais dans le second cas, il faut obliger l’esprit à continuer le japa.
Q. – Parfois, lorsqu’on se met à faire du japa, on éprouve d’abord de la joie puis on semble ne plus avoir envie de continuer, à cause même de cette joie. Faut-il continuer malgré tout ?

R. – Oui, cette joie nous gêne dans nos exercices spirituels . On l’appelle rasâsvâdana (goûter la douceur). Il faut s’élever au-dessus d’elle.
Q. – Est-il bon de pratiquer le japa pendant longtemps, même si l’esprit vagabonde ?

R. – Oui, de même que certains domptent un cheval sauvage en restant en selle sur son dos. »